# Anna Muylaert
Anna Muylaert (São Paulo, 21 d'abril de 1964) és una actriu, guionista, directora cinematogràfica i de televisió brasilera.
Anna va estudiar cine a l'Escola de Comunicacions i Arts de la Universitat de São Paulo Arxivat 2016-06-18 a Wayback Machine. (acrònim en portuguès: ECA-USP) en arts escèniques. Com a guionista va participar dels equips de creació dels programes Mundo da Lua (1991) i de Castelo Rá-tim-bum (1995) per part de la TV Cultura, Disney Club (1998), de SBT, i d'Um menino muito maluquinho (2006), de la TVE Brasil, a més d'haver escrit l'episodi d' Open a Door :"O menino, a favela e as tampas de panela", dirigit per Cao Hamburger.
El 2005, va ser coguionista de la sèrie Filhos do Carnaval, de la HBO, va realitzar l'últim tractament guionístico del film O ano em que meus pais saíram de férias, tots dos dirigits per Cao Hamburger. En 2007, va col·laborar en els guions de la sèrie "Alice", amb la direcció de Karim Ainouz, producció de Gullane films/ HBO. Ha escrit el guió del film "Quanto dura um amor?" en associació amb Roberto Moreira.
Com a directora, va dirigir diversos curts, entre ells: Rock paulista, A origem dos bebês segundo Kiki Cavalcanti (1996) i el llargmetratge Durval Discos (2002), que va ser premiat com a millor film i millor director en el 30è Festival de Cinema de Gramado i, el 2009: "É Proibido Fumar" amb Gloria Pires i Paulo Miklos. També el 2009 dirigeix el telefilm "Para aceita-la continue na linha", en producció amb "Gullane filmes". El 2012 va filmar "Chamada a Cobrar", el seu tercer llarg; i aquesta pel·lícula deriva del migmetratge "Para Aceitá-la Continue na Linha", de 2010. El 2015 va dirigir Que Horas Ela Volta?, premi Panorama al 65è Festival Internacional de Cinema de Berlín.

## Filmografia
- 2002: Durval Discos (directora i guionista)
- 2006: O Ano em Que Meus Pais Saíram de Férias de Cao Hamburger (coguionista)
- 2009: É Proibido Fumar (directora i guionista)
- 2012: Xingu de Cao Hamburger (coguionista)
- 2012: Chamada a Cobrar (directora i guionista)
- 2015: Que Horas Ela Volta? (directora i guionista)
- 2016: Mãe Só Há Uma (directora i guionista)